# Nertila Koka
Nertila Koka, född 1966 i Tirana, är en albansk sångerska och filmskådespelerska. 

## Biografi
Koka studerade vid Universiteti i Arteve (då Akademia i Arteve) i Tirana där hon examinerades år 1989. 1984 vann hon den prestigefulla musiktävlingen Festivali i Këngës för första gången. Hon tävlade i en duett med Gëzim Çela och med låten "Çel si gonxhe dashuria". 
Två år senare deltog hon med låten "Dy gëzime në një ditë", komponerad av David Tukiçi och med text av Gjoke Beci. I finalen av tävlingen lyckades hon för första gången vinna den som solosångare. Genom sina två segrar är hör hon till den 11 man starka skaran som lyckats vinna tävlingen mer än en gång.